# Iekaterina Tretiakova
Iekaterina Ievguenievna Tretiakova (en russe : Екатерина Евгеньевна Третьякова) (née Starodoubova le 19 octobre 1984 à Tcheliabinsk) est une joueuse de volley-ball russe. Elle mesure 1,76 m et joue au poste de libero. 

## Clubs
| Club                      | De        | À         |
| ------------------------- | --------- | --------- |
| Leningradka-2             | 2003-2004 | 2004-2005 |
| Iounost Saint-Pétersbourg | 2005-2006 | 2005-2006 |
| Leningradka               | 2006-2007 | 2006-2007 |
| Universitet Belgorod      | 2007-2008 | 2009-2010 |
| Ouralotchka NTMK          | 2010-2011 | 2012-2013 |
| Dinamo Moscou             | 2013-2014 | 2014-2015 |
| Leningradka               | 2015-2016 | 2015-2016 |
| Dinamo Krasnodar          | 2016-2017 | …         |

## Palmarès

### Équipe nationale
- Grand Prix mondial
  - Finaliste : 2009.

### Clubs
- Coupe de Russie
  - Vainqueur : 2008, 2013.
- Championnat de Russie
  - Finaliste : 2014, 2015.